# Relaciones España-Reino Unido
Las relaciones España-Reino Unido se refieren a las relaciones internacionales habidas entre el Reino de España y el Reino Unido de Gran Bretaña e Irlanda del Norte, y entre las naciones que las antecedieron. A pesar de las rivalidades históricas entre ambos reinos, sus relaciones actuales son estrechas, ya que la legación diplomática española es la más antigua en el Reino Unido y una de las más antiguas del mundo (con más de 500 años de historia). Ambos países son miembros del BERD, la BIPM, la CEI, la CEPAL, la CEPE, la COPANT, la FELABAN, el G12, el G20, la OCDE y la OTAN. España es un estado miembro de la UE, mientras que el Reino Unido es un antiguo estado miembro.

## Historia

### Precedentes
La historia de las relaciones hispano-británicas se complica por la herencia política de ambos países. Ni el Reino Unido ni España tienen un ancestro constitucional único; el Reino Unido fue creado originalmente por la unión de los Reinos de Inglaterra y Escocia (y más tarde con Irlanda), mientras que España fue inicialmente creada por la unión de las Coronas de Aragón y Castilla (y más tarde con Navarra). También se han complicado por el hecho de que tanto el Reino Unido como España fueron dos potencias imperiales globales y, en ocasiones, reclamando los mismos territorios.

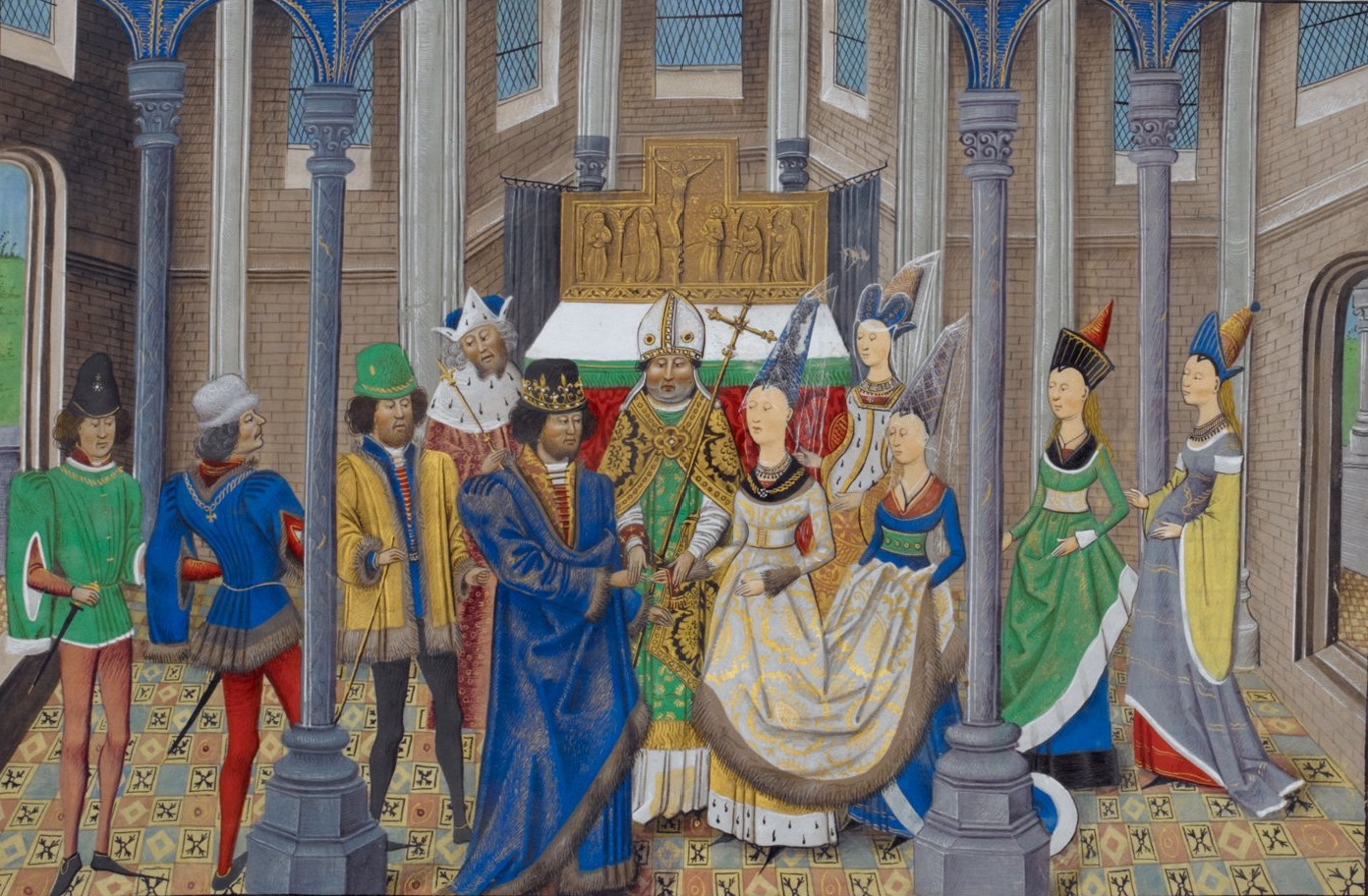
Boda de Juan I de Portugal con Felipa de Lancaster, hija de Juan de Gante y princesa inglesa.

Escudo de armas inglés de María I de Inglaterra y Felipe II de España.

### Edades Media y Moderna
Durante centurias, los intereses de Inglaterra en la península ibérica estuvo enmarcado por la alianza anglo-portuguesa de 1373. En 1384, en plena Guerra de los Cien Años, Inglaterra proporcionó refuerzos al rey Juan I de Portugal, frustrando la invasión castellana respaldada por Francia. Ambos bandos se enfrentaron en la decisiva batalla de Aljubarrota, que demostró ser vital para asegurar la continuada independencia de Portugal de sus vecinos más grandes. Dicha alianza entró en crisis cuando Portugal apoyó a Juana la Beltraneja en lugar de a su tía Isabel de Castilla durante la Guerra de Sucesión Castellana (1474-1479), ya que Francia también se postuló de ese lado.
A principios de la Edad Moderna, la Monarquía Hispánica y el Reino de Inglaterra tuvieron en común su enemistad con el Reino de Francia. En ese contexto, los ingleses colaboraron con los Reyes Católicos; había bodas entre los príncipes ingleses y castellanos e incluso un pequeño destacamento inglés luchó en por la causa castellana durante la conquista de Granada. Enrique VIII de Inglaterra, que contrajo matrimonio, posteriormente anulado por él mismo, con Catalina de Aragón, hizo una serie de cortas alianzas con Carlos I contra Francia durante la Guerra italiana de 1521-1526 y la Guerra italiana de 1542-1546. 

#### Rivalidad entre Felipe II e Isabel I

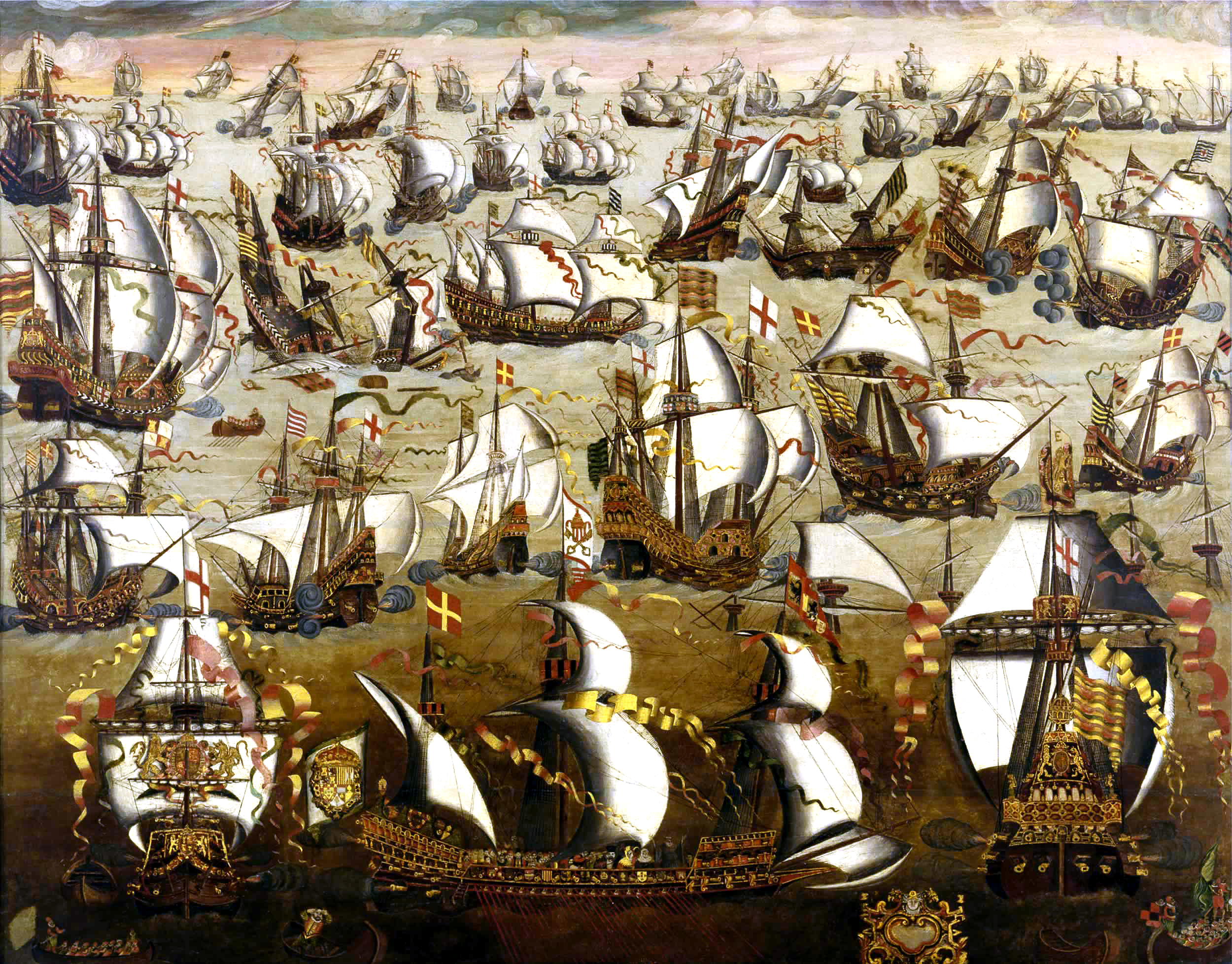
Armada Española en 1588.

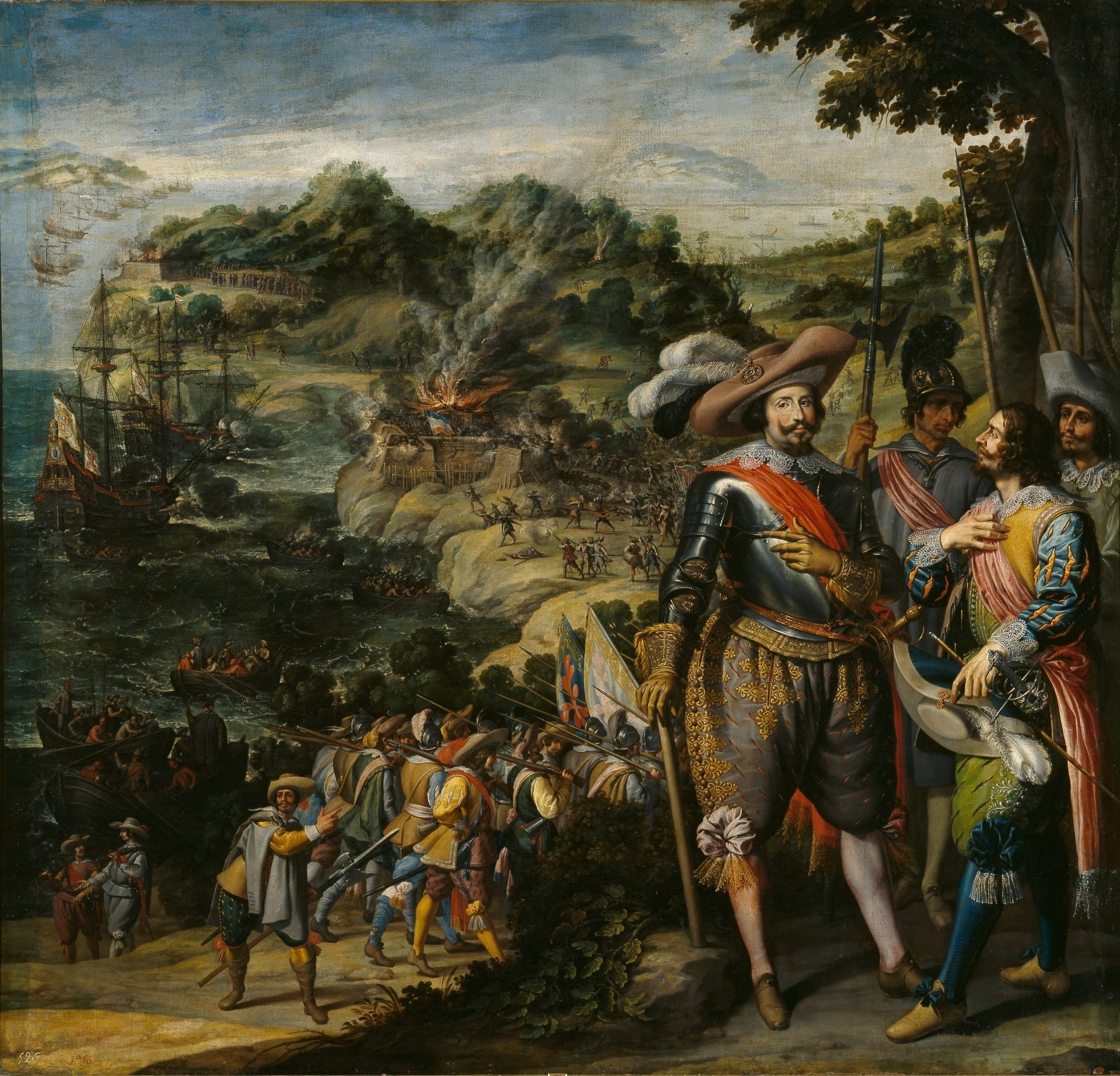
Recuperación de la isla de San Cristóbal (1627) por Fadrique de Toledo (Félix Castelo, 1634).

En la década de 1560 - 1570 concurrieron una serie de desavenencias comerciales, políticas y religiosas que deterioraron gravemente las relaciones entre ambos países. Felipe II de España, que en 1559 barajó la posibilidad de casarse con Isabel I, a condición de que esta acatase la religión católica, finalmente se casó con María I de Inglaterra, poseyendo Felipe la dignidad de rey de Inglaterra e Irlanda jure uxoris. Sin embargo, la temprana muerte de María impidió una unión personal más cercana entre los dos países. Luego vino la lucha de Isabel I de Inglaterra en contra de Felipe II, lo que provocó un nuevo apoyo inglés a los intereses portugueses, que terminó en 1640 con la coronación del rey Juan IV de Portugal (no reconocido por los reinos españoles hasta 1668).
La publicación del Acta de Supremacía por la que Isabel I era declarada cabeza de la Iglesia, la prohibición de la misa católica y la persecución de los religiosos católicos fue motivo de quejas por parte de España, de la misma manera que Inglaterra reclamaba que la Inquisición española respetara la libertad religiosa de ciudadanos ingleses residentes en España; las presas que los corsarios bajo bandera inglesa como François Le Clerc, John Hawkins o Francis Drake entre otros, hacían sobre los navíos españoles en las Indias dieron lugar a reclamaciones españolas que raramente se resolvían; los gravámenes impuestos por Felipe II a la exportación de mercancías de los puertos españoles y la prohibición a los extranjeros de comerciar en las Indias; las simpatías españolas para con María I de Escocia, encarcelada en Inglaterra; la situación en los Países Bajos Españoles, donde Inglaterra apoyaba militar y económicamente a los rebeldes holandeses en la guerra de Flandes contra las autoridades españolas, y donde el duque de Alba ordenó el embargo de las propiedades inglesas, en represalia por la detención de súbditos españoles.
En 1570, con Isabel excomulgada por el papa Pío V en su bula Regnans in Excelsis, España dio su apoyo en secreto a la conspiración de Ridolfi para asesinar a Isabel I, y se contemplaba seriamente la posibilidad de invadir militarmente Inglaterra. La formación de la Liga Santa, originalmente concebida para enfrentarse al Imperio otomano, fue vista como una amenaza contra Inglaterra. El apoyo de esta al pretendiente al trono portugués Don Antonio tras la anexión de Portugal a España vino a sumarse al cúmulo de desencuentros habidos entre ambos países.
En 1585 estalló la Guerra anglo-española (1585-1604), en el transcurso de la cual se produjeron el ataque a Cádiz de 1587, el fallido intento de invasión a Inglaterra por la Armada Invencible, el también fracasado ataque inglés a La Coruña o la toma de Cádiz. La paz no llegaría hasta 1604, tras la muerte de Felipe II e Isabel I y su sucesión por Felipe III y Jacobo I respectivamente; ambas potencias pactaron el tratado de Londres, poniendo fin a la guerra y restaurando sus relaciones comerciales.

Imperio español
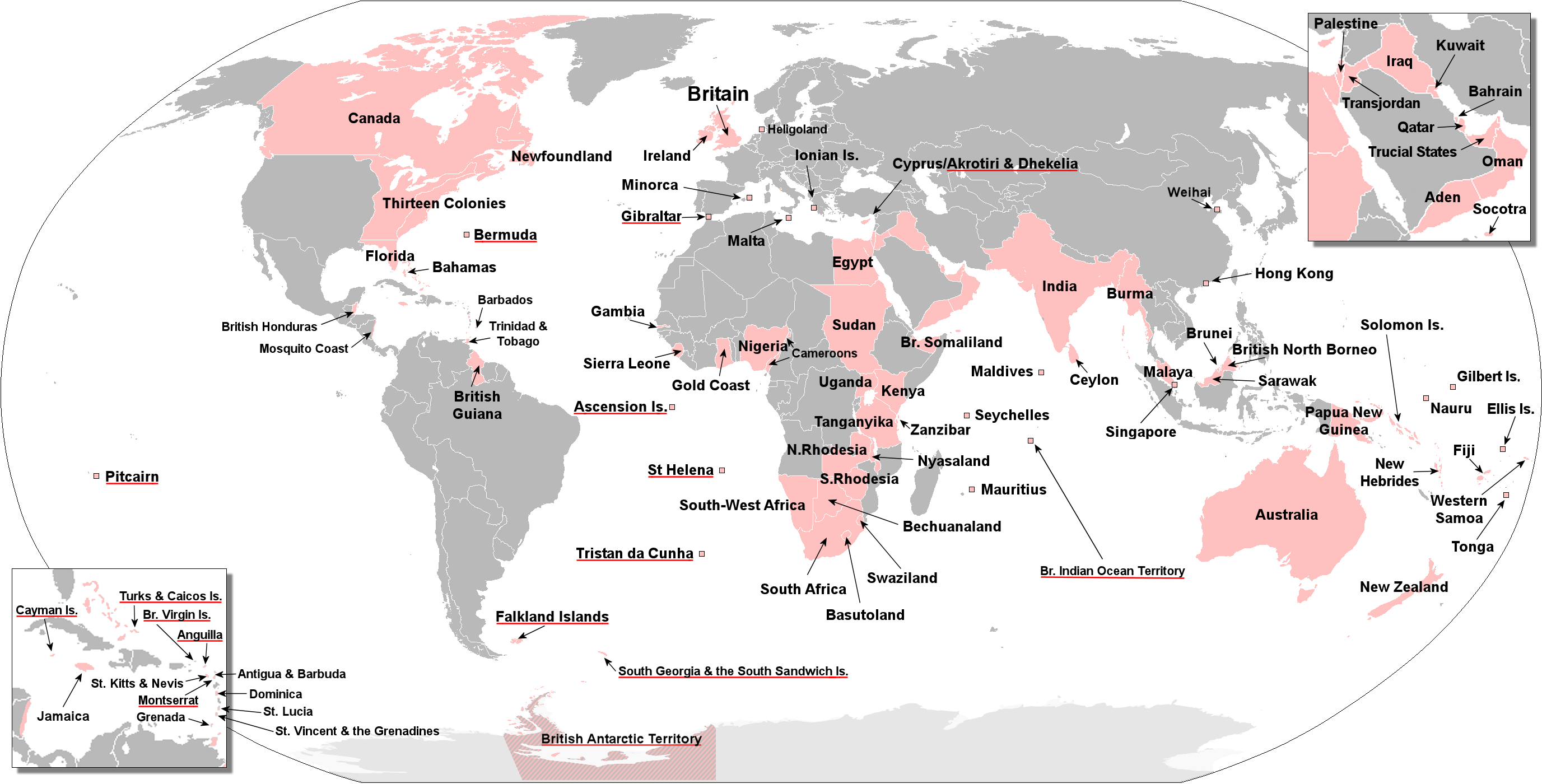
Imperio británico

#### Guerras delsigloXVIII
Portugal e Inglaterra estuvieron estrechamente ligados en su política y guerras contra España, colaborando con Francia tras la Guerra de Sucesión Española (1700-1714), que asentó a la Casa de Borbón en el trono español. Durante todo el siglo XVIII las relaciones entre ambos países estarían marcadas por una sucesión de conflictos militares y políticos, condicionadas por el Pacto de Familia que las coronas española y francesa mantenían.
En 1700, tras la muerte sin descendencia de Carlos II de España y su sucesión por Felipe V de España (nieto de Luis XIV de Francia), se planteó en Europa la posibilidad de que ambos países se unieran en una única potencia, cuyo poder excesivo amenazaría a los restantes países del entorno. Para oponerse a ello, Inglaterra, las Provincias Unidas de los Países Bajos y el Sacro Imperio Romano Germánico formaron la Gran Alianza, partidaria de la ocupación del trono español por Carlos de Austria. En 1702 declararían la guerra a la coalición franco-española, dando inicio a la guerra de sucesión española. El conflicto terminaría en 1713 con la firma del tratado de Utrecht, mediante el cual España cedió a Gran Bretaña Gibraltar y Menorca y se comprometió a otorgarle el asiento de negros, lucrativo negocio basado en el comercio de esclavos africanos hacia las colonias españolas en América.
Descontento con las cesiones territoriales hechas por la paz de Utrecht, Felipe V mandó ocupar Sicilia y Cerdeña, lo que dio lugar en 1718 a la Guerra de la Cuádruple Alianza, que terminaría en 1720 con la firma del tratado de La Haya.
En 1727 ambos países entrarían nuevamente en conflicto en la Guerra anglo-española (1727-1729), ocasionada por el intento español de recuperar Gibraltar. En 1729 la firma del Tratado de Sevilla volvería a dejar las cosas como estaban antes de la guerra. En 1739 estallaría la guerra del Asiento, librada en las colonias americanas, y al año siguiente ambos países se verían nuevamente en bandos opuestos durante la Guerra de Sucesión Austriaca, que el tratado de Aquisgrán de 1748 terminaría. Sin embargo, en 1761 España entró en la guerra de los Siete Años.

### Edad Contemporánea

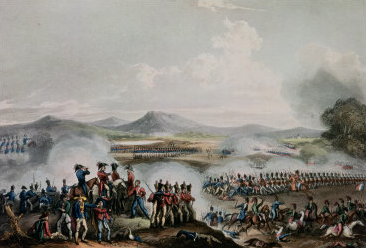
La batalla de Talavera de 1809.

Con la Guerra anglo-española (1779-1783) ambos países se enfrentaron en el marco de la Guerra de Independencia de los Estados Unidos En la década siguiente, con el fin de contener la expansión de la Revolución francesa, se formó la Primera Coalición, una alianza de varios países europeos entre los que se encontraban España y el Reino Unido. Forzado por el avance de las tropas francesas en territorio español, Manuel Godoy firmó con Francia la Paz de Basilea en 1795, y al año siguiente el tratado de San Ildefonso, mediante el cual España y Francia pactaban mantener una política militar conjunta frente a terceros países. La Paz de Amiens de marzo de 1802 se vería rota en 1804, cuando el ataque británico a la flota española en la batalla del Cabo de Santa María provocaría una nueva declaración de guerra de España a Gran Bretaña. La derrota de Trafalgar al año siguiente sería el episodio más renombrado de este nuevo enfrentamiento.
Menorca es transferida definitivamente por Reino Unido a España en 1802 tras firmar el Tratado de Amiens. La alianza hispano francesa se rompió en 1808 debido a las pretensiones de Napoleón de elevar al trono español a su hermano José Bonaparte. Durante la guerra de independencia que siguió, Gran Bretaña y España estuvieron unidos.
España se mantuvo neutral en ambas Guerras mundiales. En 1909 los británicos construyeron una cerca de poco más de dos metros de altura (la famosa "verja de Gibraltar") consagrando la ocupación de más de 800 metros de istmo situado en el territorio neutral. De esta forma Gibraltar se apropiaba de más de la mitad de un terreno cuya neutralización se había acordado en el siglo XVIII por parte de España y Gran Bretaña. El régimen franquista cerró la "verja" en 1969 hasta 1982, cuando se abrió para las personas y 1985, para vehículos.

#### Período como miembros de la UE

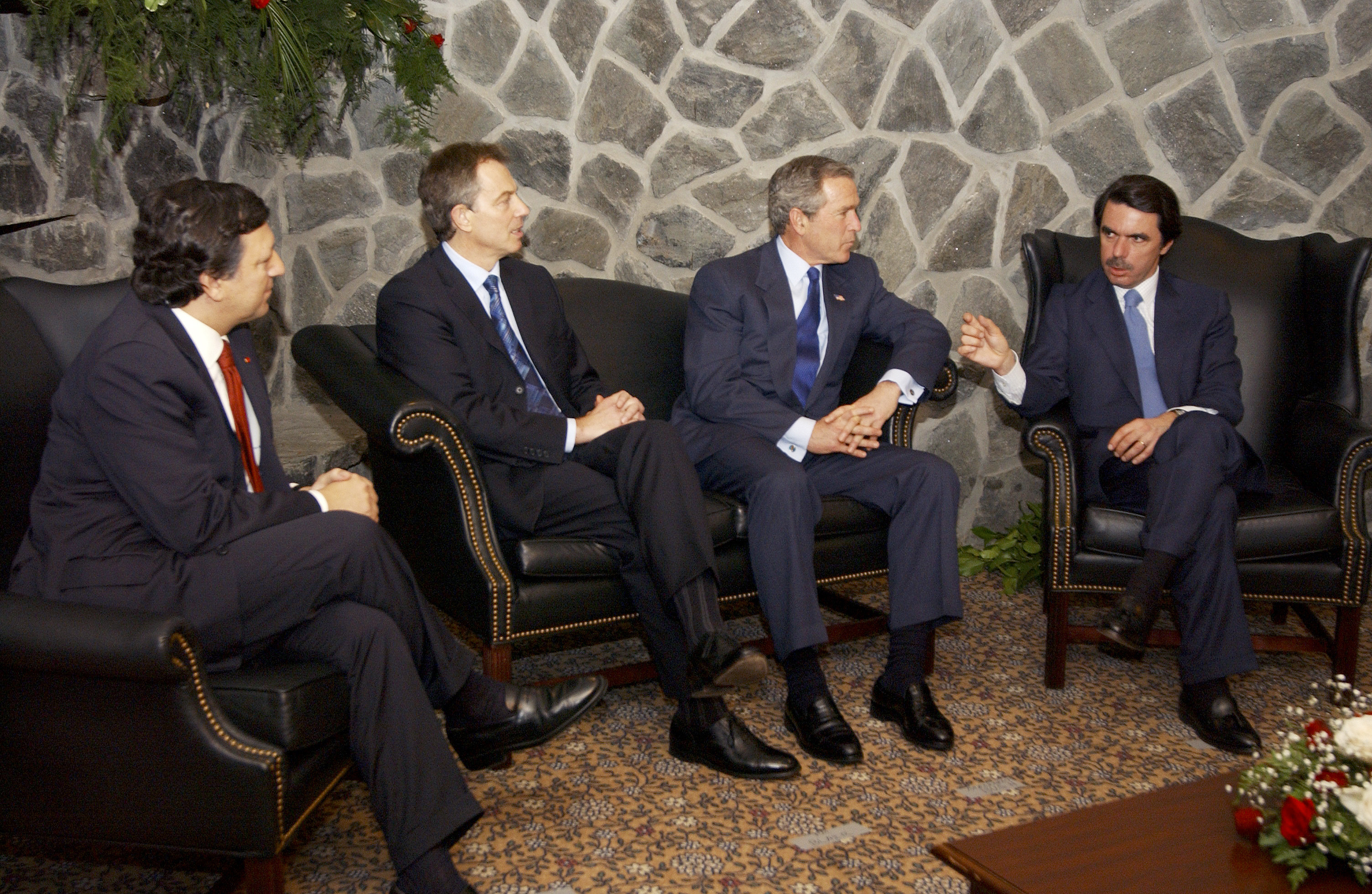
José Manuel Durão Barroso, Tony Blair, George W. Bush y José María Aznar en la cumbre de las Azores.

El Reino Unido ingresó a la UE en 1973, mientras que España ingresó en 1986. Hasta la salida del Reino Unido de la UE en 2020 (Brexit), ambos países, junto a Alemania, Francia e Italia, fueron las economías más grandes de la UE.
España, Francia y el Reino Unido fueron los principales países miembros de la Unión Europea (UE) que clasificaron a la organización ETA como grupo terrorista. Además, este grupo también estuvo asociado con la banda terrorista IRA.
España, entre otros países europeos, dio apoyo a la invasión de Irak de 2003 que desencadenó la guerra de Irak, impulsada por Australia, Estados Unidos, Polonia y el Reino Unido. El apoyo español fue respectivamente acordado entre los mandatarios José María Aznar (España), Tony Blair (Reino Unido) y George Bush (EE. UU.), en la Cumbre de las Azores.
Durante el reinado de Isabel II, a pesar de las diferencias políticas con respecto a Gibraltar, ambos reinos han tenido varios contactos cercanos e invitaciones especiales entre ambas casas reales. En 2017, los reyes de España, Felipe VI y Letizia Ortiz, realizaron una visita de Estado al Reino Unido. Como gesto de hospitalidad, los reyes españoles se alojaron en el palacio de Buckingham. En 2019, ya con la tormenta política del Brexit desatada, don Felipe y doña Letizia regresaron en junio con motivo de la proclamación del monarca como caballero de la Orden de la Jarretera, que Isabel II también había concedido a Juan Carlos I en 1989.
Tras el fallecimiento de Isabel II el 8 de septiembre de 2022, Felipe VI presentó sus condolencias declarancdo que "Isabel II será recordada como una de las mejores reinas de todos los tiempos por su dignidad, sentido del deber, coraje y entrega a su pueblo siempre y en todo momento".

## Economía
La balanza comercial de 2016 entre los dos países arrojó un superávit del 1,3% a favor de España. Además, el número de visitantes de Reino Unido, representó una cuarta parte de todo el turismo extranjero en España, con un gasto de 14.000 millones de euros.
En 2020, el presidente de la Cámara de Comercio de España en el Reino Unido, Eduardo Barrachina afirmó que en cuanto a las relaciones comerciales entre España y el Reino Unido “nuestra inversión acumulada supera ya los 80.000 millones de euros”.

## Disputa territorial de Gibraltar

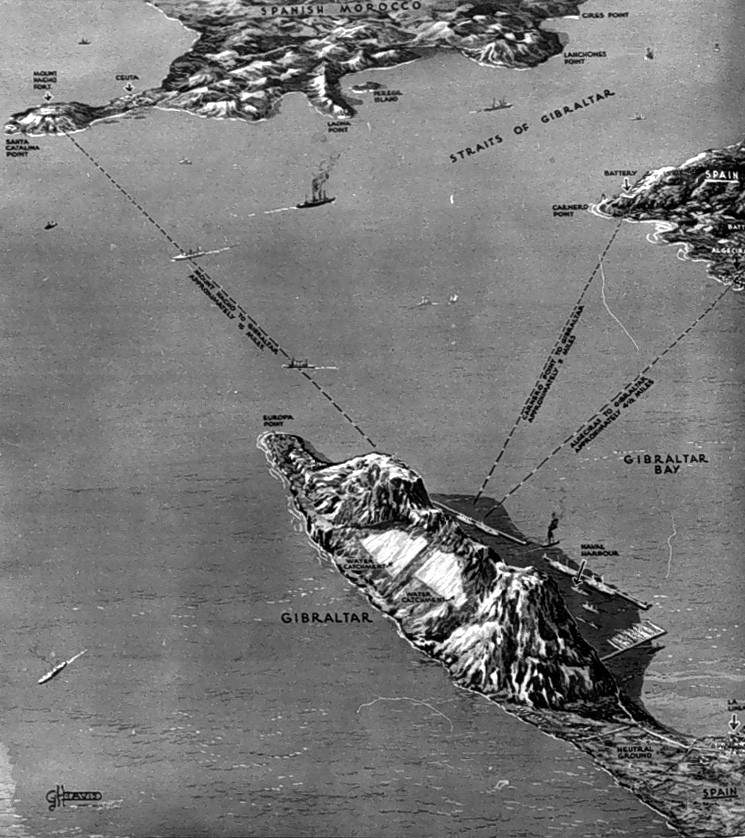
Esquema que ilustra la posición de Gibraltar durante la Segunda Guerra Mundial.

El principal escollo diplomático durante las historia moderna de ambos países es el caso del enclave británico de Gibraltar que fue cedido por España en 1704 al Reino Unido como cláusula del Tratado de Utrecht, aunque la ocupación no se hizo efectiva hasta 1713. En esta misma cláusula, Menorca también fue cedida aunque esta fue devuelta a comienzos del siglo XIX, por lo que las pretensiones españolas sobre Gibraltar han sido estas hasta la actualidad.
El principal problema que se plantea es la resolución de la ONU sobre la descolonización de los distintos territorios imperiales del siglo XIX y que el Reino Unido, según el punto de vista de la diplomacia española, debería cumplir. En 1967 y 2002 el pueblo gibraltareño se sometió a sendos referendos sobre la transferencia de soberanía a España, y estos dos tuvieron un alcance negativo, incluso el de 2002, que con el apoyo de Reino Unido y España, se llegó a un acuerdo para realizar una soberanía compartida. Por otra parte, durante la dictadura franquista, las pretensiones de España sobre la soberanía de Gibraltar aumentaron, e incluso obtuvieron ayuda de la Alemania nazi durante la Segunda Guerra Mundial para la ocupación del territorio (Operación Félix), aunque esta al final nunca se realizó.
A pesar de estas diferencias, en 2004 se creó el foro internacional tripartido sobre el diálogo de Gibraltar, y las actuales relaciones anglo-españolas son buenas en este sentido. Desde el 31 de diciembre de 2020, España y el Reino Unido llegaron a un acuerdo fronterizo de doble llave, en manos de gibraltareños y españoles. El 4 de enero de 2021, ambos países negociaron otro acuerdo de cooperación militar tras el Brexit.

## Misiones diplomáticas
- España tiene una embajada en Londres.
- Reino Unido tiene una embajada en Madrid.